# جان تی. هیوارد
جان تی. هیوارد (انگلیسی: John T. Hayward؛ زاده ۱۵ نوامبر ۱۹۰۸ – درگذشته ۲۳ مهٔ ۱۹۹۹) یک فرد نظامی بود.